# (5417) Solovaya
(5417) Solovaya (1981 QT) – planetoida z pasa głównego asteroid okrążająca Słońce w ciągu 3,49 lat w średniej odległości 2,3 j.a. Odkryta 24 sierpnia 1981 roku.